# Lyrical Sympathy
Lyrical Sympathy – debiutancki minialbum zespołu Versailles wydany 31 października 2007 roku.

## Lista utworów
| Nr | Tytuł                            | Autorzy tekstów | Muzyka | Czas |
| -- | -------------------------------- | --------------- | ------ | ---- |
| 1. | „Intro”                          |                 | Kamijo | 1:10 |
| 2. | „The Love from a Dead Orchestra” | Kamijo          | Kamijo | 8:29 |
| 3. | „Shout & Bites”                  | Kamijo          | Kamijo | 3:59 |
| 4. | „Beast of Desire”                | Kamijo          | Hizaki | 4:26 |
| 5. | „Forbidden Gate”                 | Kamijo          | Hizaki | 4:39 |
| 6. | „The Red Carpet Day”             | Kamijo          | Teru   | 4:24 |
| 7. | „Sympathia”                      | Kamijo          | Hizaki | 6:08 |